# Паппас, Мария
Мари́я-Анастаси́я Па́ппас (англ. Maria Anastasia Pappas; род. 7 июня 1949, Ворвуд, близ Уилинга, Западная Виргиния, США) — американский социолог, юрист и политик-демократ, казначей округа Кук (Иллинойс) (с 1998 года), а ранее член Совета уполномоченных округа Кук сначала от Чикаго, а позднее от 10-го избирательного округа (1994—1998). Член Американо-греческого института.

## Биография
Родилась 7 июня 1949 года в нейборхуде Ворвуд города Уилинг (Западная Виргиния, США) в семье греков, граждан США в первом поколении. Родители Паппас владели рестораном, магазином игрушек и цветочным магазином. Её предки родом из Ханьи и Ираклиона (Крит, Греция).
В детские годы изучала греческий язык и музыку. Играла на электрооргане, дирижировала хором и путешествовала по стране с оркестром, будучи бас-кларнетисткой. В качестве мажоретки принимала участие в соревнованиях по жонглированию жезлом, став обладательницей девяти золотых медалей.
В 1970 году получила степень бакалавра гуманитарных наук в области социологии в Государственном колледже Уэст-Либерти (сегодня Университет Уэст-Либерти).
В 1972 году получила степень магистра наук в области управления и консультирования в Западно-Виргинском государственном университете. Позднее переселилась в Чикаго для работы в Институте имени Адлера (сегодня Университет имени Адлера) с Рудольфом Дрейкурсом.
В 1976 году окончила Университет Лойолы в Чикаго со степенью доктора философии в области консультирования и психологии. Будучи докторанткой, получила государственный грант на работу с матерями в Альтгельд-Гарденс-Хоумс. Позднее преподавала в Губернаторском государственном университете до того момента, когда начала работать в сфере права.
В 1982 году получила степень доктора права (J.D.) в Юридическом колледже Чикаго-Кент при Иллинойсском технологическом институте.
В 1985 году вместе с будущим супругом Питером Камберосом учредила юридическую фирму в Чикаго.

### Политическая карьера
С 1990 года занимается политикой.
В 1994 году баллотировалась от Демократической партии в председатели Совета округа Кук, однако уступила Джону Строгеру.
В 1994—1998 годах — член Совета уполномоченных округа Кук.
С 1998 года — казначей округа Кук (переизбиралась в 2002, 2006, 2010 и 2014 годах).
В 2004 году участвовала в выборах в Сенат США, в которых победу одержал Барак Обама.
В 2011 году планировала принять участие в выборах мэра Чикаго, однако в итоге не выставила свою кандидатуру.
Преподавала психологию и семейные отношения во многих регионах США и восьми европейских странах (включая Грецию), а также Израиле. Консультировала Китай по вопросам совершенствования системы имущественного налогообложения и на pro bono основе работала с Грецией в таких сферах как уголовное правосудие, налоговая система и общая автоматизация.
В октябре 2017 года принимала участие во встрече с премьер-министром Греции Алексисом Ципрасом во время его визита в США.

## Личная жизнь
С 1991 года замужем за Питером Камберосом, юристом, бывшим окружным судьёй.
Увлекается ездой на велосипеде, бегом и плаванием, а также кулинарией. Принимала участие в около 100 марафонах, триатлонах и велопробегах, включая два «Ground Zero-to-Pentagon» в память о жертвах террористических актов 11 сентября 2001 года.
В совершенстве владеет греческим языком, изучает французский язык.